# 15 juillet 1972
Le samedi 15 juillet 1972 est le 197e jour de l'année 1972.

## Naissances
- Óscar de la Riva, joueur d'échecs espagnol
- Alessandro De Pol, joueur de basket-ball italien
- Anis Gallali, sauteur en longueur tunisien
- Frédéric Le Moal, historien français
- Gianpaolo Mondini, coureur cycliste italien
- Henryk Bałuszyński (mort le 1er mars 2012), joueur de football polonais
- John O'Brien, joueur américain de football
- Khalid Reeves, joueur de basket-ball américain
- Lee Eun-kyung, archère sud-coréenne
- Osmin Hernández, joueur de football cubain
- Pasi Kuivalainen, joueur professionnel finlandais de hockey sur glace
- Scott Foley, acteur américain
- Virginie Caren, actrice française
- Yao Defen (morte le 13 novembre 2012), plus grande femme vivante en 2010

## Décès
- François Var (né le 26 février 1888), personnalité politique française
- Lucius-Duquesnes Gustave (né le 24 octobre 1893), personnalité politique français

## Événements
- Début de Copa Interamericana 1971
- Grand Prix automobile de Grande-Bretagne 1972
- Sortie de la chanson Happy des Rolling Stones
- Diffusion de l'épisode Unité multitronique de la série télévisée Start Trek